# Distrito electoral de Leroy (condado de York, Nebraska)
Leroy (en inglés: Leroy Precinct) es un distrito electoral ubicado en el condado de York en el estado estadounidense de Nebraska. En el Censo de 2010 tenía una población de 252 habitantes y una densidad poblacional de 2,85 personas por km².

## Geografía
Leroy se encuentra ubicado en las coordenadas 40°49′31″N 97°31′49″O / 40.82528, -97.53028. Según la Oficina del Censo de los Estados Unidos, Leroy tiene una superficie total de 88.57 km², de la cual 88.18 km² corresponden a tierra firme y (0.45%) 0.4 km² es agua.

## Demografía
Según el censo de 2010, había 252 personas residiendo en Leroy. La densidad de población era de 2,85 hab./km². De los 252 habitantes, Leroy estaba compuesto por el 97.22% blancos, el 0% eran afroamericanos, el 0.4% eran amerindios, el 1.98% eran asiáticos, el 0% eran isleños del Pacífico, el 0% eran de otras razas y el 0.4% pertenecían a dos o más razas. Del total de la población el 1.59% eran hispanos o latinos de cualquier raza.